# حركة نسوية
الحركة النسوية تشير إلى جملة من الأنشطة السياسية والإجتماعيّة والإقتصاديّة التي تهدف إلى تحقيق إصلاحات تعنى بالمشاكل التي تتعلق بالمرأة من كالحقوق الإنجابية وإجازة الأمومة والمساواة في الدخل والعنف الزوجي والعنف الجنسي.
تختلف أولويات الحركة النسوية من بلد لأخر، من مناهضة ختان الإناث في بعض المناطق إلى السعي للنهوض بنساء الأقليات في مناطق أخرى.

## الأساس العقائدي (الأيدولوجي)
إن النشاطات التي قدمت من أجل اعطاء المرأة حقوقها قد خطت خطواتها الأولى مع بداية حركات التحرر المدي الذي ظهر في عصر التنوير. وأيضاً ظهرت هذه الفكرة في فترة الحكم الفرنسي والذي منح الحرية والمساواة لكل الناس. وأيضاً فقد طالب أوليمبي دا جوجس عام 1791 بإعلان وثيقة حقوق المرأة وتوفير الالتزامات لهن، وكان ذلك بعد إعلان وثيقة حقوق الإنسان ووثيقة الحقوق المدينة عام 1789، وذلك لأنه في هذه الفترة كانت الحقوق المدنية والإنسائية متاحة فقط للرجال. وعندما نلقي نظرة في التعاملات التي تتم مع الجنسين في ذلك الوقت نلاحظ الاختلاف الكبير بينهم، والذي يبرهن على عدم التساوى بين الرجل والمرأة، حيث أن تفكير الرجل يطغى على تفكير المرأة.
أما المساواة بين الجنسين فهو حجر الأساس الذي يتكئ عليه الفكر في عصر التنوير. وفي هذا الصدد فإن كل الناس قد ولدوا ليبحثوا عن الحرية والعدل في كل مجالات الحياة.

## حقوق المرأة الحديثة
بدأت الموجة الأولى للحركات التي كانت تهدف إلى الحصول على حقوق المرأة الحديثة من القرن 19 حتى بداية القرن 20. حيث كانت تهدف إلى محاربة المجتمع القديم، والذي كان يحط من قيمة المرأة، وكذلك كان يهدف إلى الدفاع عن المجتمع القائم على مبدأ الأخلاق، وذلك للحصول على الحقوق السياسية والمدينة الرئيسية، مثل حق التعليم وحق الحصول على وظيفة وحق الإدلاء بالصوت الإنتخابي وغيرها.
وأصبح هذا المبدأ سائداً في عموم ألمانيا حتى عام 1918، حيث تم وضعه كمادة في دستور جمهورية ويمالر تحت بند الضمانات.
وبالفعل فقد نجحت هذه الموجة في ظل الإصلاحات التي حققها أتاتورك خلال عشرة أيام بعد إعلان الجمهورية. أما بالنسبة للموجة الثانية من الحركات النسائية، فقد تشكلت تحت ظل تيار اليسارية الجديد، حيث ظهر على هيئة انتقاد للمميزات التي قامت بها النساء على مر العصور، وخاصةً الأمهات منهم،  وكان ذلك اعتباراً من عام 1960.
وقد ذكر أكبر أجزاء الموجة الثانية من الحركات النسائية باسم «الحركات النسائية الذاتية»، وذلك بسبب النقد الموجه من الأحزاب السياسية التي تم تنظيمها. حيث أدرك الجميع حينها أن الموجة الثانية للحركات النسائية ما هي إلا جزء لا يتجزأ من النشاطات الإجتماعية الحديثة. ولكن النشاطات النسائية في أواخر القرن الثاني، قد انفصلت عن كونها أحد المراحل أو الموجات.
أما الموجة الثالثة لهذه النشاطات، فقد ظهرت بصورة جيدة وخاصةً في الولايات المتحدة الأمريكية، وكان ذلك في التسعينيات.
وفي عام 1995 قر نساء الجيل الرابع والذين اجتمعوا بالحكومات التي تضم الفاتيكان أن يقوموا ببعض عمليات الإصلاح الطفيفة تحت عنوان «تعميم المنظر الجنسي» كخطة استراتيجية شاملة توضح كل الأفعال التي تقوم بها النساء، 
وأيضاً توضح نشاطات النساء والرجال الشواذ جنسيا.
فالتحركات النسائية هو عبارة عن مفهوم يستخدم من أجل الدفاع عن حقوق المرأة، وليس عن مجهوداتها القديمة فقط،
ويستخدم هذا المفهوم حتى الآن، ولكن استخدم مفهوم «نصرة المرأة» بشكل شائع جداً في الستينيات، والذي يطلق على أعضات حزب الحركات النسائية الحديثة.

## الموجة الأولى من الحركات النسوية
حيث وجدت قضية المساواة بين الرجل والمرأة مكانها في المؤتمرات والجلسات الأوروبية في ظل الاحتلال الفرنسي، وفي نفس الوقت بدأ الكاثوليك القديم بطرح هذه القضية للمناقشة، حيث وصف هذا المجتمع المثقف بمفهوم ساخر، حيث أطلق عليه «مجتمع الجوارب الزرقاء».
وظهرت الموجة الأولى من الحركات النسائية في الولايات المتحدة الأمريكية في ظل الحركات المعارضة للعبودية، ووجد كثير من النساء المتدينة من بين الأشخاص التي اجتهدت من أجل التخلص من الرق.
وتتميز هؤلاء النساء بأنهن لا يفرقن بين الرجال الأمريكان السود والرجال الأمريكان البيض،  حيث ساووا بينهم في حقوق العيش، ونتيجة لهذا فقد تم إصدار وثيقة «سينيجا فيلز» والتي اقتبس مصدرها من وثيقة الاستقلال الأمريكي والتي طالبت بإعطاء المرأة الحق في التصويت الانتخابي، وحق في الزواج، وحق في التملك قبل كل شئ.
وأطلق على أعضاء الحركات النسائية الأولى اسم «ناصري حقوق المرأة». وكانت أحد هذه الأهداف الرئيسة هو حق المرأة في الانتخابات حيث أنه في نفس الوقت قد وصف ذلك ب«حق الاقتراع» أي حق المشاركة في الانتخابات والإدلاء بالصوت الإنتخابي.
وكان من أهداف الموجة الأولى من الحركات النسوية ما يلي:-
- حق المرأة في حرية التعبير.
- حق المرأة في المشاركة في الفعاليات والنشاطات السياسية.العبودية

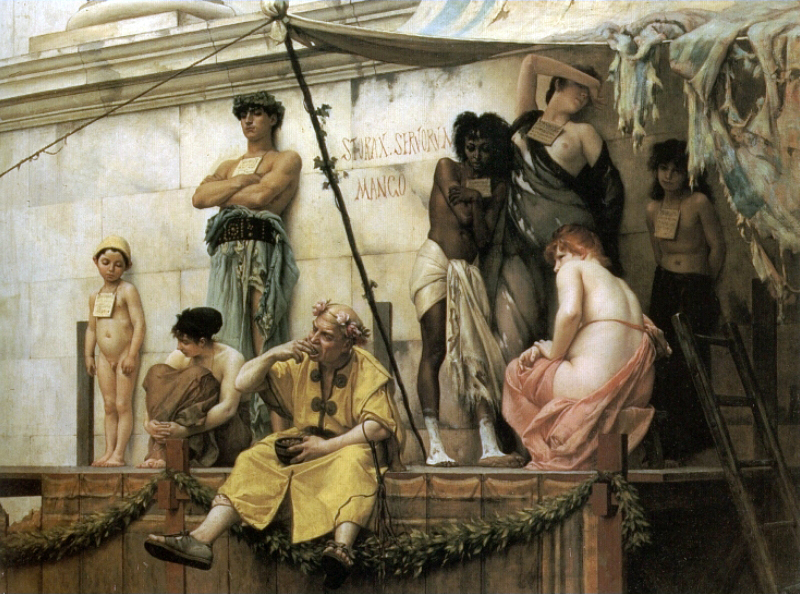
العبودية

- حق المرأة في الإدلاء بصوتها الإنتخابي.
- تكوين مجتمع قائم على قيم أخلاقية جديدة.

ولم يجني الاختلاف القائم بين حركات المرأة الليبرالية والذي يتمثل في هيلينا لانج وجرترود باومير وبين حركات المرأة ذات التفكير الراديكالي والذي يتمثل في منه كويير وأنيتا أوغسبورج وبين حركات المرأة ذات التفكير الاشتراكي والمتمثل في كلارى زياتكن ثماره حتى يومنا الحالي، وذلك بسبب الاختلافات المتعددة، وبسبب بعض الأسباب الموضوعية القائمة. وكان من أهم هذه الشخصيات كلارى زياتكن وهي سياسية ألمانية يسارية ومدافعة عن حقوق المرأة، اشتغلت مدرسة في الثانويات، شاركت في أوائل المجموعات النسويّة التي كانت تناضل من أجل الحرّيات العامة في عهد بسمارك.
كما ساهمت في رفع الوعي السياسي والطبقي لدى مئات العاملات الألمانيات. لاحقتها الشرطة مما اضطرّها إلى الهروب إلى زوريخ. نشطت في الحزب الديمقراطي الاشتراكي الألماني ، ثم أنضمت إلى الحزب الديمقراطي الاشتراكي الألماني المستقل في جناحه اليساري. أسّست سنة 1891 صحيفة المساواة التي جعلت منها رأس حربة في النضال السياسي والاجتماعي في ألمانيا إلى حدود. أسست إلى جانب كارل ليبكنخت وروزا ليكسمبورغ الرابطة السبارتاكوسية نسبة إلى سبارتاكوس محرر العبيد الذي تحول إلى الحزب الشيوعي الألماني الذي مثلته كلارا في الرايخستاغ في عصر جمهورية فايمار. واقترحت على «السكرتارية الدولية للنساء الاشتراكيات» الاحتفال بالمرأة المناضلة من أجل حقوقها السياسية والاجتماعية، كانت آنذاك نائبة في البرلمان الألماني، وبالرغم من أن الرايخستاغ كان في قبضة الحزب النّازي ألقت خطابا أصبح وثيقة تاريخية تحث فيه الشعب الألماني على مقاومة الفاشية.
واجتهد جزء كبير من الاشتراكيين والجبهة الجذرية من أجل منح المرأة حقها في دخول الجامعات، وحقها في الترشح والإدلاء بصوتها الانتخابي، وكان ذلك على مستوى القومية العربية.
أما الجبهة الليبرالية فقد اجتهدت أولاً في تحسين المستوى التعليمي للمرأة، وإعطائها الحق في الاشتراك في الانتخابات المحلية، كما اجتهدت في تعريف المرأة على بعض المهن مثل (مهنة الخدمة في المنازل-التمثيل) والتي يراها المجتمع حينها أنها وظائف لا تجوز للمرأها أن تقوم بها.
وتهدف كل هذه الجهات إلى تغيير المجتمع من خلال أسس وقواعد أخلاقية جديدة.

## الموجة الثانية من الحركات النسوية
تعد الاعتقادات الإجتماعية والثقافية الخاطئة والتي استمرت حتى عام 1950 سبباً رئيساً في ظهور الموجة الثانية من الحركات النسائية.
حيث رأى نساء الموجة الأولى بأنهم يمكن أن يرتقوا بمطالبهم وأن يحصلوا على حقوقهم الشخصية، ولكن نساء الموجة الثانية اعتقدوا بأن هذا لا يجدي نفعاً، لأنهم كانوا يتطلعون إلى نشر الوعي الفكري السليم، والوصول إلى مطالب المساواة في الحقوق.
وفي هذا الصدد فقد ظهرت الموجة الثانية من الحركات النسائية عبر أحد الأبحاث، والتي تهدف إلى محاولة ايجاد بعض الحلول الأكثر تأثيراً على مشاكلهم، وذلك من خلال القيام بالثورات الشعبية والتي بدأوها للوقوف ضد حرب الفيتنام، وأيضاً من خلال بعض الحركات التي طالبت بمنع حقوق المواطنة للأمريكيين ذو الأصل الأفريقي داخل الولايات المتحدة الأمريكية.
كما يمكن أن نعتبر أن هذه الحركات بمثابة إجراءات تعليمية موجودة داخل إيطار الحركات اليسارية الجدية، وأيضا داخل إيطار الحركات الاجتماعية في ألمانيا وأمريكا.

### الخصائص الرئيسة للموجة الثانية من الحركات النسوية
- توجهت نشاطاتهم الأكثر فعالية والتي تشمل على الثورات المدنية إلى الحركات المدنية الأخرى.
- الحركات النسائية الملقبة ب «رقي الوعي» والتي جعلتهم يبدأون من فكر دولتي الصين والفيتنام ما هي إلا إحدى حركات هذه الفترة. وقد ظهرت هذه الحركة من خلال شعارات متعددة مثل شعار «فليشعر كل شخص تألم»، وشعار «السياسة المختصة»، وهذه الشعارات ما هي إلا برهان على أن النساء يعدوا جزءً من النظام السيادي الاجتماعي العام، وأن النساء لم يكونوا هم سبب المشاكل الشخصية في الأبحاث والتجارب التي عشناها في كل المجالات الخاصة.

وعندما نتناقش في هذه القضية فمن المهم جداً أن نأخد الدروس والوعظ من الأخطاء السابقة، ومن المهم أيضاً أن نجتهد بالتقدم للأمام، وأن لا ننظر إلى الوراء.
وكان الهدف من هذه الموجة أيضاً هو تعزيز وجود الحرية، والتخلص من فكرة التهويد التي كانت منتشرة في ذلك الحين.
وكان من أهم هذه الخصائص وأبرزها هو ظهور المرأة في النقاشات الحادة، والتمسك برأيها بصرامة. وهذ الموجة تعد الفترة التي انتشر فيها الظلم مثل هيمنة الرجال دون النساء، وانتشار التعصب، والتمييز الجنسي، وكان شعار هذه الموجة هو «جسدنا يعني وجودنا» في بلدة الكورتاج والتي تعد المكان الذي ساد فيه الإستثمار والأنشطة الجنسية.
وفي عام 1968 انتقدت جمعية الحرية النسائية التقصير تجاه المشاكل النسائية، حيث وقفت اليسارية الجديدة بصرامة شديدة ضد انتهاك حرية المرأة، وضد التمييز الجنسي بين الرجل والمرأة، والذي تم الإفصاح عنه والإشهار به.
وخلال فترة وجيزة أصبحت هذه الجمعية رائدة للحركات النسائية الموجودة في ذلك الحين، وبهذا الشكل ظهرت موجة النساء الأحرار.
ومفهوما الأستقلال والحرية المستخدمان هنا ليسا متطابقين مع استخدامهم الموجود في الحركات الفوضوية الأخرى، أما المقصود بالمصطلح الموجود هنا هو التحرر من السياسة اليسارية الجديدة، والتحرر من العادات والتقاليد القديمة.
وكان من نتائج هذه الموجة ظهور «حركات الرجال»،  والتي تصدت للحركات النسائية في أواخر عام 1960، والمسار الذي رصد هذه الحركة يعد مساراً رجعياً جزئياً، وذلك لأن هذه الحركة تعد جزءاً من تيار المحافظين الملقب ب«الباكلاش» والذي ظهر في عام 1980، والذي تبنته هذه الحركة كرؤية معارضة للتيار النسائي.
وإضافة إلى ذلك فيوجد مجموعة من الرجال الذين قاموا بإجراء أبحاث حول العرق والنسل، حيث قاموا بإجراء بحث حول الشخصية الجديدة.

## الموجة الثالثة من الحركات النسوية

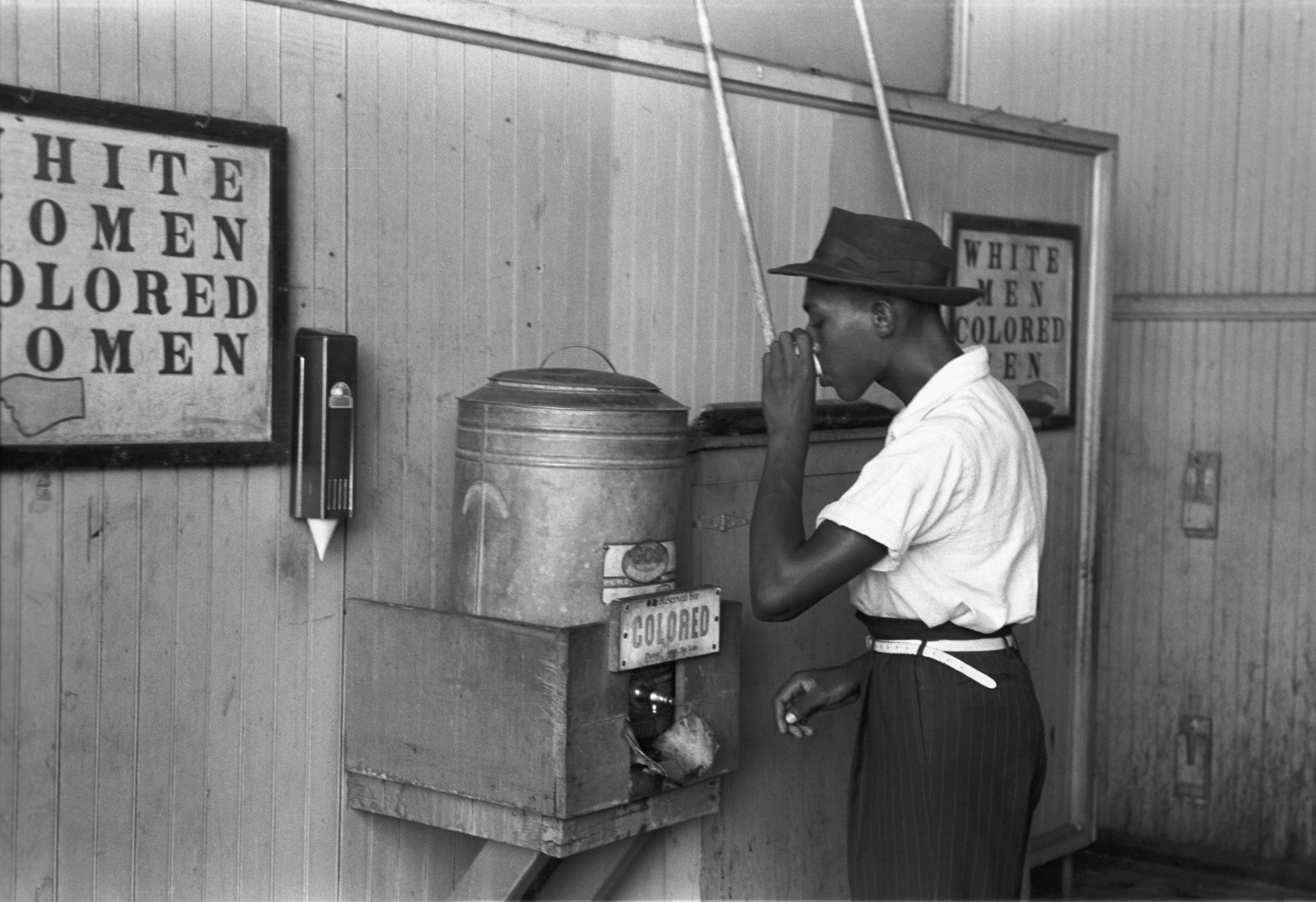
العنصرية

حيث ظهرت هذه الموجة الجديدة في عام 1990 في الولايات المتحدة الأمريكية، حيث أنها ظهرت كرد فعل للتيار المعارض للحركات النسائية، والتي حكمت بمدأ أن الحركة النسائية ما هي إلا فكرة قديمة تهدف للوصول إلى كل الأهداف السامية، وكثفت هذه الموجد تركيزها على وجهات النظر التي تدافع عن حركات النساء في الموجة الثانية والتي لم تتحقق حتى يومنا الحالي. حيث أن هذه الموجة كانت تهدف إلى تطوير هدف وفكرة الموجة الثانية.
ويتكون داخل هذه الموجة وجهات نظر بشكل انتقادي تبرهن على ضرورة أن لا يكون للرجال مراكز قومية أكثر من النساء، وأيضاً على ضرورة أن يكون النساء قادرين على التكيف مع البيئة وفقاً للزمان والمكان.
وفي هذا الصدد فإن هدف ظهور هذه الحركة هو أن ندرك بأن الحركات التي قامت بها النساء في الموجة الثانية أعادت تنظيم الأخطاء الحقيقية في الحديث كما هو موجود في مصطلحي «العرقية-تمييز الرجال»، وأن
التيار النسائي يشكل توافقاً مع المجالات الاجتماعية المستحدثة.
وبالإضافة إلى ذلك فهذه الموجة جعلتهم يبدأون في الصراعات الفكرية، ويمكن أن نعتبر هذه الموجة تغييراً للنسل، وبالنسبة للجيل الجديد فإن تيار النساء هو من إحدى التيارات المزعجة والتي لن تتحسن قط.ومن ناحية أخرى فيعتقد كثير من الشباب أن المساواة بين جنس الرجال وبين الجنس النسائي لم تتحقق حتى الآن. وبالإضافة إلى ذلك فقد ظهرت حركات أخرى مثل «رويت جرلس»، والتي تكونت من مجموعة البانك الموجودة في الولايات المتحدة الأمريكية، واستمر ممثلي تيار النساء في الموجة الثالثة من خلال المنظمات التي تدار عبر شبكة الإنترنت من خلال بعض المشروعات والجمعيات الموجودة تحت إدارة التيار النسائي مثل إتجاه الموجة الثالثة الموجود في الولايات المتحدة الأمريكية.

## ذوي الجوارب الزرقاء

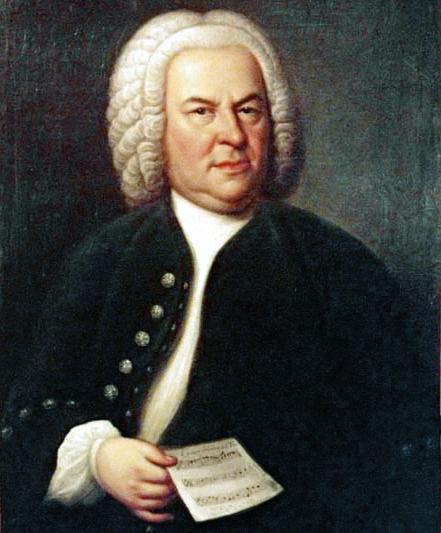
يوهان سباستيان باخ

تم استخدام هذا المصطلح كتعريف مختصر للنساء اللاتي يمتلكن ثقافة ومعرفة وذلك في القرن ال19. وانتشرت الكلمات الساحرة التي قيلت في حقهن في عهد الموجة النسائية الفيرجيتية، وفي عام 1970 اعتبروها كدليل واضح على الحركات النسائية مثل استخدام مصطلح الإنسانية المتطرفة، وهم ليسوا مجموعة منظمة ولكن يتكونون من النساء المتعلمات اللاتي أتين من الدرجة الوسطى وتصدين لوجهات النظر المعارضة للنساء في ذلك الحين، وقد حاربت هؤلاء النسوة فكرة عدم مشاركة المرأة في الانتخابات والإدلاء بصوتها الانتخابي، وحاربن ايضاً عدم مقدرتهم على التعلم في الجامعات، واستخدموا هذا المصطلح كقالب ساخر، والذي كان يطلق على الرسل الذين كانوا دائما يرتدون جوارب زرقاء في القرن 17-18. وبعد أن أصدر جاكوب جريهم وووليم جرايم	قاموس اللغة الألمانية استخدوا مصطلح ذو الجوارب الزرقاء بمعنيين هما «المغتاب-المتبختر».
وفي هذا الصدد فقد دللا أيضاً على استخدام هذا المصطلح في مقتطفات يوهان سباستيان باخ والذي يث بدأ كتابة أول مؤلفاته الموسيقية الدينية. وفي سنة 1707 م انتقل إلى مدينة مولهاوزن كعازف أورغن في كنيستها، وبعد عودته إلى فايمار كتب أول أعماله الشهيرة للأورغان مثل «المغناة» (التوكاتا) «الفوغا» (الشلل). ترك فايمار ليصبح قائد فرقة موسيقى الحجرة عند الأمير ليوبولد في مدينة أنهالت-كوتن، حيث كان الأمير نفسه يعزف على فيولا الساق في الفرقة الموسيقية بقيادة يوهان سباستيان نفسه. وفي هذه المدينة استطاع أن يتحرر من الخدمة الكنسية متابعًا التأليف الموسيقي للآلات، فكتب معظم الأعمال المهمة له ومنها ست حوريات براندنبورغيه سنة 1721 م، سميت كذلك لأنها كانت مكرسة لأمير براندنبورغ.
وفي سنة 1723 م استقر في مدينة لايبزيغ لمدة ربع قرن قام بعدة رحلات فنية قصيرة إلى بعض المدن الألمانية تعرّف في أثنائها على أشهر الموسيقيين فيها آن ذاك، كما التقي الملك فريدريك الكبير سنة 1747 م وقدّم له قطعة هدية موسيقية وهي ذات موضوع من تأليف الملك ذاته. قبل نهاية حياة باخ بوقت قصير، بدأ بصره يضعف تدريجيا حتى أنه كان فاقد البصر تقريبا حتى وفاته، دفن في كنيسة القديس يوحنا ثم نقل ما تبقى من رفاته سنة 1894 م إلى كنيسة سان توماس ولاءً له وتقديرًا.
ألّف جوهان سباستيان في جميع أنواع الصيغ المويسيقية المعروفة في زمنه، عدا الأوبرا، وكان مذهبه الديني البروتستانتي الألماني أساسا لمعظم أعماله الموسيقية. ونتاجه الفني زاخر بعشرات المئات من القطع الموسيقية المختلفة الصيغة، كما كتب نحو خمسين مغناة دنيوية.

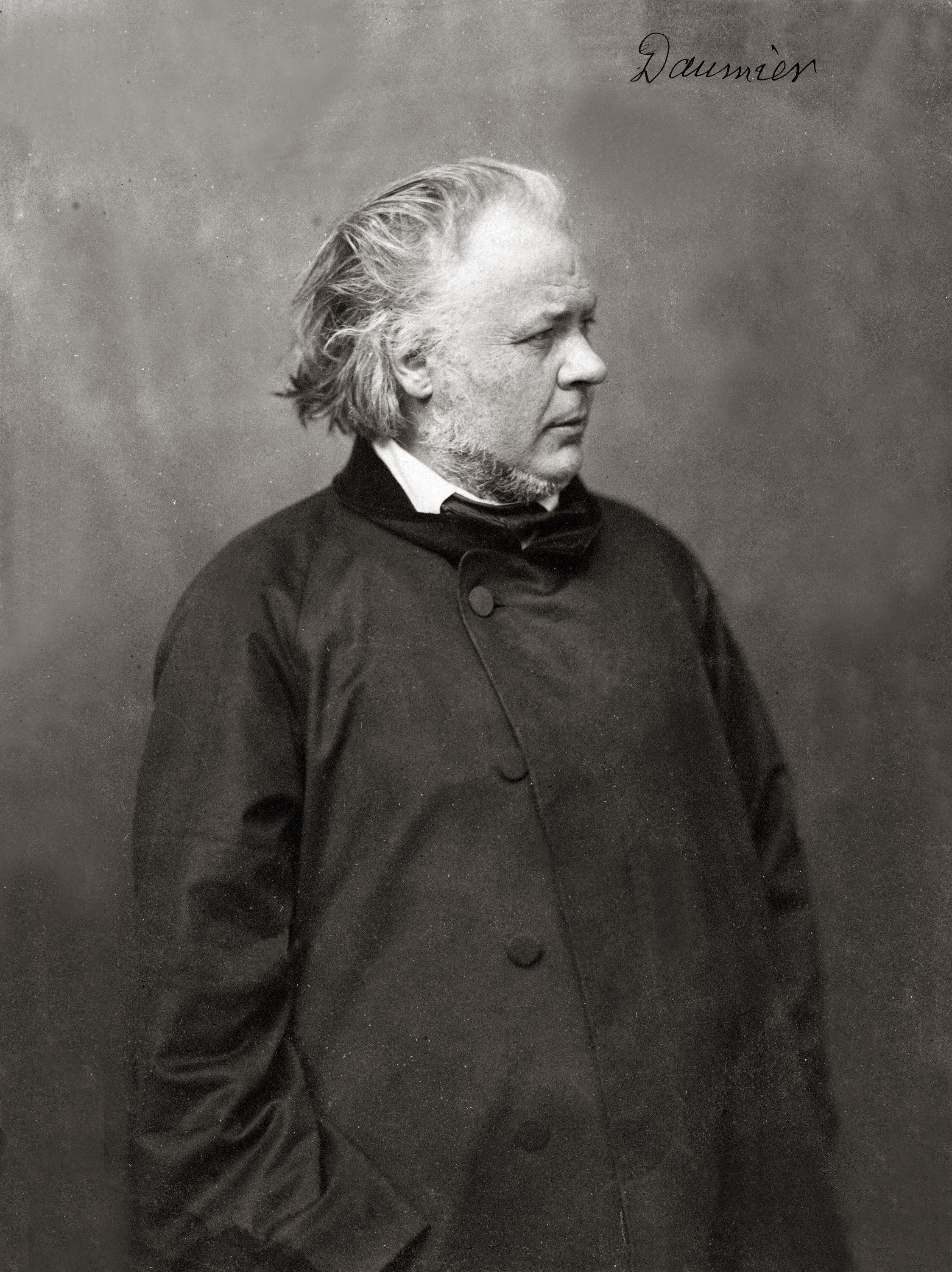
اونوره دومیه

ولموسيقى الأورغن عند يوهان سباستيان عناية خاصة، إذ ألّف لهذه الآلة الكثير من القطع الموسيقية من نوع الفانتزي والبريلود والفوغة والسوناتا. وكان أيضًا ذا اهتمام شديد بالآلات من ذوات الملامس ولا سيما الكلافان منها، فقد كتب لها الكثير من القطع الموسيقية لآلة واحدة أو عدة آلات منها معا في كثير من الصيغ المختلفة.
من أشهر أعماله على الارغن التوكاتا والفوجا. ومن أهم الأعمال التي كتبها لهذه الآلة هما الجزءان بعنوان الكلافان المعدل جيدا ألفهما على التوالي سنة ميلادية ونشرا سنة 1799 م. ويحتوي كل جزء منها على 24 بريلود وفوغه في السلالم الأربع والعشرين-الكبيرة والصغرى- في السلم المعدل الذي أصبح أساسا لجميع أنواع الموسيقى العالمية. ومن أعمال يوهان المهمة للآلات أيضا كتاب فن الفوغة ألفه في أواخر حياته ولم ينجزه، وهو يتألف من قطع موسيقية من نوع الأتباع (الكانون) والفوغة، لم تكن مخصصة لآلة موسيقية أو لمجموعة آلية ما.
وقد ارتدى عالم النباتات بنجامين ستيلينج جليف والذي يعد واحداً من السادة الذين قدموا إلى الحفل، مرتديا جورباً أزرقاً بدلاً من جوربه المصنوع من المرد الكلاسيكي، والذي اعتاد أن يرتديه دائماً.
ومنذ ذلك الحين أطلق اسم ذو الجوارب الزرقاء على كل شخص يشترك في هذه الأحزاب الفكرية والعلمية، وانتهت هذه الصيحة القديمة بشكل مخز وفاضح بين الناس، ويهيئ النساء المتعلمين والذين يعملون والذين لديهم ارتباط بالسياسة مجالس تهدف إلى نشر الذعر والكراهية بين الرجال.

## السوفراجيت

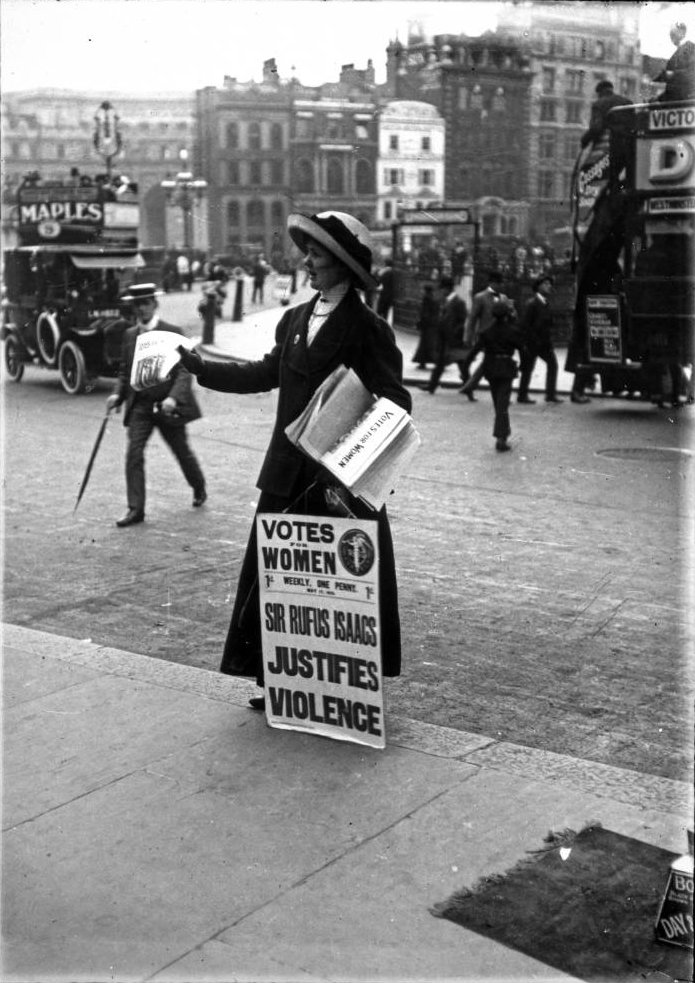
السوفراجيت

يطلق هذا الاسم على الأشخاص الذين دافعوا عن حقوق المرأة، حيث تمثلت هذه الحركة في عدد قليل ودافعوا أيضاً عن حقوق المرأة في الانتخابات والترشح، وذلك من خلال عدة طرق مثل القيام بإضراب عام وتعطيل الاجتماعات العامة والقضاء على الإصرار السلبي الموجود في الولايات المتحدة الأمريكية وبريطانيا العظمى، وكان ذلم في أوائل القرن 20.
وقام نساء الموجة الوسطى بإدارة هذه الحركة بشكل متزن، وواصلت المعارضات تكوين هذه الحركة بهدف الوقوف ضد الأمراض المعدية في بريطانيا العظمى.
وفي عام 1903 أسست اميلين بانكرست وحدة اجتماعية وسياسية من أجل النساء اللاتي إلتفتن للإضرابات العامة وللمعارضات، وكانت ابنه كريستابل بانكهورست واحدة من قادة السوفراجت، واللاتي حاربن من أجل منح المرأة حقوقها وفي الإدلاء بصوتها الانتخابي، وكان ذلك في بريطانيا العظمى.
أما حجر السلوك الخاطئ الذي واصل عليه السفراجيتيين هو الإستمرار في استخدام السيجارة في كل المجالات العامة بشكل صريح، وكان تدخين السجائر في الأماكن العامة في ذلك الحين علامة مميزة للرجال فقط دون النساء وكان ذلك في عام1910.
وعندما تم إلغاء المادة الدستورية التي كانت تزيد من هيمنة حقوق المرأة عام 1910، تم اشعال الحرائق في المدينة، وتم قذف الدكاكين والزجاج بالحجارة، وتم تدمير المنشآت العامة، وقاموا بتنظيم هجمات مسلحة عديدة، وفي نفس الوقت تم العثور على ويستميتسر آباي الذي كان من أهم الوزراء في إنجلترا. وفي سباق الخيل الذي قام بتنظيمه ايميلي دافيزون بنفسه سقط من فوق حصان جورج الخامس حاكم المملكة المتحدة وبعدها ببضعه أيام لقي حتفه.
ومع بداية الحرب العالمية الأولى قامت حملات الدفاع عن حق المرأة بالتصويت، وحدث اعتصام عام في بريطانيا العظمى. وقام كلاً من إليسي باول ولوسي بورندى بقياة سلسلة الاحتجاجات التي أجريت ضد وودرو ويلسون والذين حصل على جائزة نوبل للسلام سنة 1919، لإعلانه عن مبادئه ال14 كوسيلة لإنهاء الحرب وتحقيق السلام العادل لجميع الأمم عندما قاد الولايات المتحدة إلى الفوز بالحرب العالمية الأولى، وهو أول من أعطى الحمامة كرمز للسلم وإدخال فكرة عصبة الأمم.
وفي أبريل 1917 أعلنت حكومته الحرب على الإمبراطرية الألمانية بعد كشف تواطؤ سري بين الأخيرة وبين المكسيك ضد أمريكا. قاد الولايات المتحدة الأمريكية إلى أن فازت بالحرب العالمية الأولى، وعرف ببنوده الأربعة عشر للسلم وهو أول من أعطى الحمامة كرمز للسلم. وفي شهر يوليو 1916 تم إلقاء القبض على كثير من أعضاء حزب المرأة القومي والذي أسسه أليسي باول، وأدى قلة عدد الطهاة الرجال بسبب الحروب إلى تعزيز الوجود النسائي في كثير من المجالات العامة في الولايات المتحدة الأمريكية وبريطانيا العظمى.
ونتيجة لذلك تم الموافقة على إعطاء المرأة حقها في الانتخابات والإدلاء بصوتها الانتخابي، وبين عامي 1919-1920 تم تعديل المادة رقم 19 من دستور الولايات المتحدة الأمريكية، وكان ذلك في دستور بريطانيا أيضاً عام 1928، فأدى ذلك إلى أن شمل كلا الدستورين على حق المرأة في الانتخابات.
وتحققت بذلك أهداف الحركات النسائية التي نشأت قبل ذلك، وأصبح مفهوم السوفراجيت بالنسبة للنساء المتزوجات هو حامي حقوق المرأة، برغم استخدامه كمفهوم ساخر في ذلك العصر.
أما في وقتنا الحالي فقد استخدم بشكل شائع مفهوم «النسائية المتحيزة» بدلاً من السوفراجيت.

## كريستابل بانكهورست

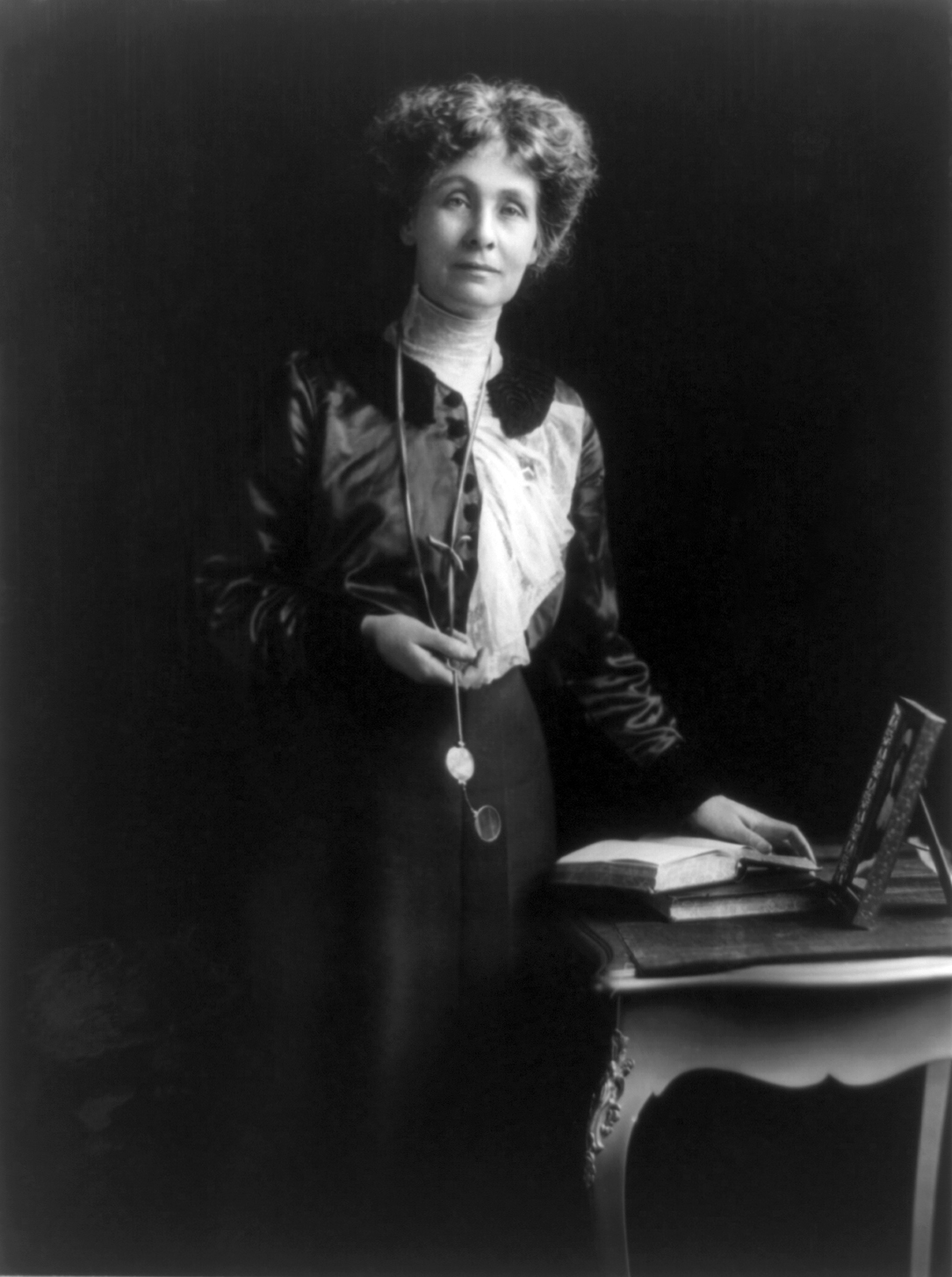
إميلين بانكيرست

وهي واحدة من السوفراجيتيين البريطانيين، والتي دافعت عن حقوق المرأة بطريقتها الخاصة، حيث جائت لتكمله ما قامت به والدتها إيميلين بنكيرست وهي اشطة سياسية بريطانية ورئيسة الحركة سوفرجت التي مكنت المرأة من الفوز بحق التصويت، وُلدت في 15 يوليو عام 1858. تعتبرت المجلة تايم بانكيرست واحدة من ضمن أهم مائة شخصية في القرن العشرين، مؤكدة أنها تعد مثلًا أعلى للمرأة في العصر المعاصر فقد أحدثت ثورة في المجتمع البريطانى متخذة مسارًا جديدًا لا يمكن العدول عنه، وتعرضت كثيرًا للنقد بسسب آرائها وخططها المتشددة، وعلي الرغم من اختلاف المؤرخين حول مدى فاعلية تلك التخطيطات، فإن عملها يعد عنصرًا حاسمًا في تمكين المرأة من حق الاقتراع في بريطانيا. عرفت بانكيرست التي ولدت في مدينة موس سايد مانشستر علي حركة اقتراع المرأة وهي لا تزال في الثامنة من عمرها، وعلى الرغم من رغبة والديها في إعدادها لتكون زوجة وأم فإن ذلك لم يمنعها من الالتحاق بمدرسة الأساتذة أو بمدرسة أيكول نورمال دى نويى بباريس، تزوجت من ريتشارد بانكيرست محامي يعمل في المحاكم العليا وأستاذها لمدة 24 عاماً والمعروف عنه دعمه لحق المرأة في التصويت وأنجبت منه خمسة أطفال خلال عشر سنوات. كان لريتشارد بانكيرست دوراً في دعم زوجته خارج المنزل، فقد ساعدها علي تأسيس الجامعة الفرنسية للمرأة وهي منظمة بريطانية تهدف إلى الدفاع عن حق المرأة المتزوجة وغير المتزوجة في الإقتراع. وعندما إنقسمت المنظمة الي شقين حاولت بانكيرست بمساعدة صديقها الاشتراكي كير هاردى الانضمام الي حزب العمال المستقل اليساري لكن الفرع المحلي رفض عضويتها في الحال نظرا لكونها امرأة.
وتعد كرستابل بانكهورست إحدى النساء اللاتي عملن على الوصول إلي الوحدة السياسية والاجتماعية للمرأة، حيث كانت الذراع الأيمن لوالدتها.
وفي عام 1905أصبح تفكيرها أكثر تعصباً وخصوصاً حول موضوع قضية المرأة، وذلك بعد أن تم اعتقالها لإول مرة.
حيث دافعت بكل عناية واهتمام عن حق المرأة في الانتخابات. وفي عام 1909 احتلت الصف الأول في الانتخابات التي تمت حينها، وكانت من أكثر النساء ترشحاً في الإنتخابات وأكثرهم مشاركة في النقاشات التي تمت حينها.

## تطور الملبس

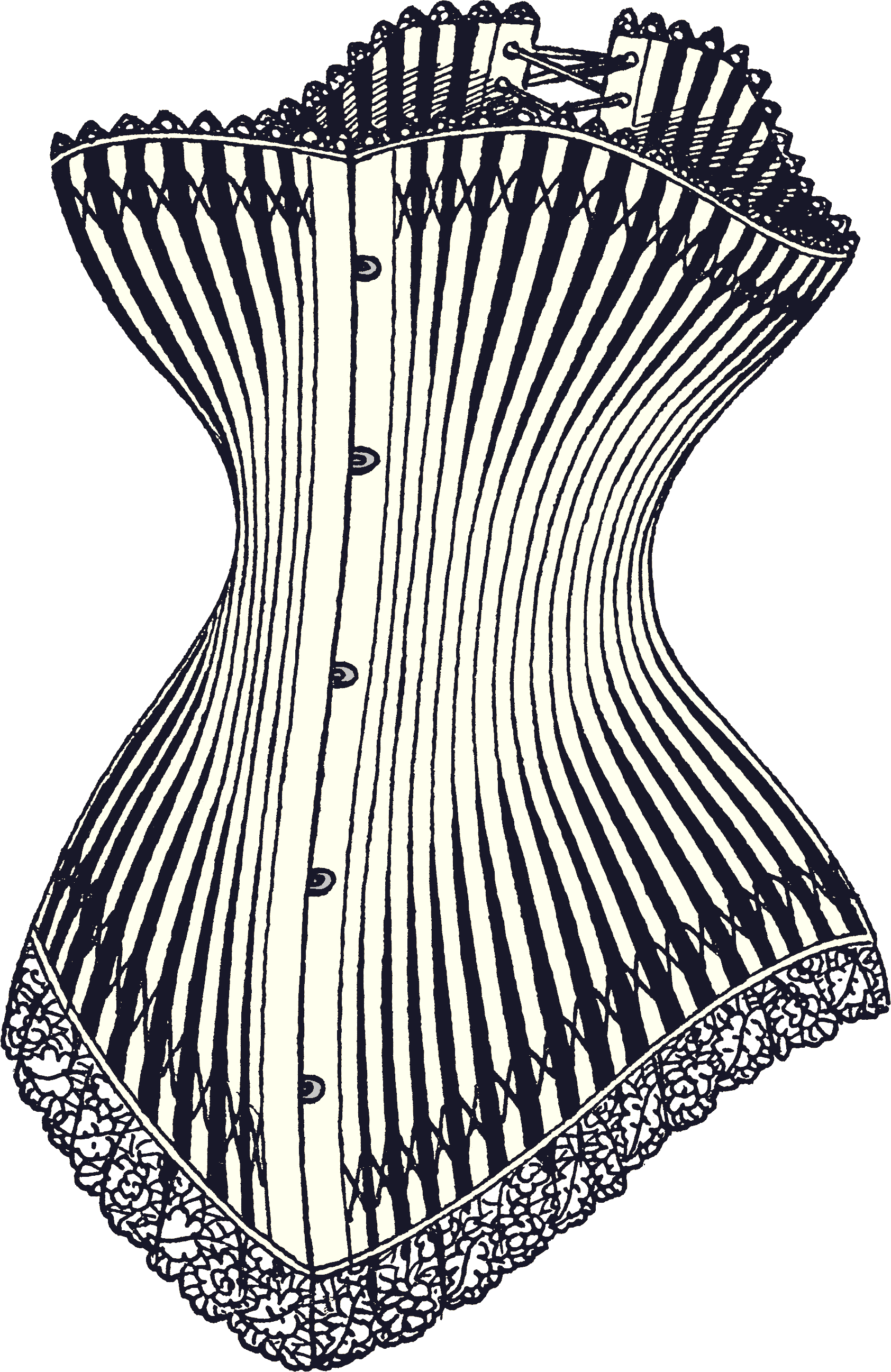
كورسيه طرازhourglass corset من حوالي عام 1890 حيث التثبيت من الأمام والشرائط من الخلف

هو من أحد الأشياء الهامة والتي حدثت في القرن 19 والتي يتم التحكم بها من خلال الدعاية الإعلانية، وذلك فيما يتعلق ببعض الأزياء المتنوعة والتي تختلف عن أزياء الرجال والنساء المعروفة حينها، حيث أن توافرها مرتبط بانتشار الحرية وازدهار الاقتصاد.
فقد ساعدت هذه الأزياء النساء في أن يشاركوا في الحياة المهنية بطريقة أكثر فعالية ونشاطاً، كما ساعدتهم بأن يشعروا بالتحرر والراحة في شتى المجالات على العكس من الأزياء التي كانوا يرتدونها، والتي كانت تشعرهم بالضجر.
وفي نهايات القرن 18 أعلن الأطباء خطورة ارتداء ما يسمى ب«الكوسيه». وكان البلوميركوستومو واحد من أهم الأزياء التي كان يرتديها معظم نصارى الدفاع عن حقوق المرأة، وحيث ظهرت في الولايات المتحدة الأمريكية عام 1850. ولكن لم يقبل هذا الزي بسبب تعارض الشعب عليه. وبعد ذلك بعام واحد أدخلوا زياً أخر إلى الولايات المتحدة الأمريكية، ولكن في الوقت نفسه ظهرت أيضاً حركات الإصلاح في البلاد الأوروبية الأخرى.
وفي عام 1851 كانت الرابطة الوطنية لإصلاح الملبس في نيويورك هي المؤسسة الأولى لإصلاح الملبس. وفي عام 1900 صمم بعض مصممين الموضة العالمية أمثال بول يوريت بعض الأزياء ذات قطعتين، ولكن في باريس لم يقبلوا الباطيل التي ظهرت حينها.
وقد انتشر تطوير الملابس الداخلية بطريقة أوسع إلى حد ما، فإلى جانب وجود أنواع متعددة من البناطيل فقد وجد عدد كبير من التنورات الداخلية . وبسبب اهتمام المرأة بالنشاطات الرياضية فقد تم تصميم الكثير من الأزياء الرياضية التي تناسب المرأة في هذا المجال، فقد صممت أزياء خاصة بكرة السلة وأخرى للتنس وأخرى لركوب الدراجات وغيرها.
وفي عام 1900 وافقوا على ارتداء البناطيل الخاصة بالنشاطات الرياضية بشكل أكثر شيوعاً.

## التعليم في شمال وجنوب أوروبا
يوجد في أوروبا تلات مناطق حصلت فيها المرأة على حقها الانتخابي، ويرأس هذه المناطق منطقة إسكاندبناف والتي تقع في شمال أوروبا، حيث أنها من أكثر المناطق التي تعرضت للثورات النسائية، والتي قامت من أجل أن تحصل المرأة على حقها الانتخابي ولم يتم معرفة السبب الذي جعل المرأة تفعل هذا، ولكن هذا الوضع من المحمل أن يكون نابع من الحالة الاقتصادية التي عاشتها البلاد في ذلك الحين، أو نابع من البناء المجتمعي الغير سوي في تلك الفترة.
ومما لا شك فيه فإن جميع بلاد أوروبا الوسطى وافقت على إعطاء المرأة حقوقها وخاصة في الانتخاب التي جائت بعد الحر العالمية الأولى، ولكن معظم هذه البلاد قد قامت ببعض التغيرات الجذرية في هذه الحقوق في عام 1918، ولكن بسبب القيام بثورات والرغبة في تكوين بلد جديد فقد حصل كلا الجنسين على حقوقهما الانتخابية الكاملة، وكانت الانطلاقة السياسية الجديدة قائمة على مبادئ الديمقراطية، وبسبب استقرار النظام الجديد فقد احتاجت الحكومات إلى الدعم النسائي. وقد حصلت المرأة في كثير من البلاد الأوربية الجنوبية والشرقية والغربية على حقها في التصويت وخاصةً بعد الحرب العالمية الثانية، كما حصلت المرأة على حقها في التصويت في فرنسا وبلجيكا، أما في البلاد الحاملة للثقافة اللاتينية والبكوثوليكية فلم تتخلص من مبادئها الدينية الموجودة في قانونها المدني مثل إيطاليا وأسبانيا، ففي مجتمعات هذه البلاد لا يتم منح المرأة أية حقوق، حيث تظل تحت هيمنة الحكومات. ومن زاوية أخرى ففي النصف الأول من القرن العشرين كان التأثير القمعي المرتبط بالكنيسة والأبنية الخاصة بالمجتمع الزراعي لا تزال تقدم أشكالاً للعلاقة بين الجنسين، وفي كثير من البلاد الجنوبية يروا أن فعاليات المرأة تعد تمردا على قوات الاحتلال الألماني الموجود في الحرب العالمية الثانية، والبعض الآخر يرى أن حصول المرأة على حقها الانتخابي هو حق مفروض، أما في بلاد جبال الألب فقد كانت البلد الوحيدة التي ارتبط حصول المرأة فيها على حقها الانتخابي من خلال التصويت الشعبي للرجال، وقد استمر الحكم الديكتاتوري في البرتغال، والذي حرم المرأة من حقها الانتخابي بالمقارنة بالبلاد الأخرى، وأيضاً في أسانيا والتي لم تقدم للمرأة أياً من حقوقها السياسية والتي حصلت عليها من قبل.
وقد استمرت حالة الدكتاتورية في كل البلاد حتى منتصف السبعينيات، أما في البلاد الأخرى فقد منع النظام الفاشي الموجود في إيطاليا وبلغاريستان المرأة من الحصول على حقها الانتخابي.

## حق المرأة في الانتخابات التركية
خطت المرأة أولى خطواتها في الحياة السياسية في تركيا عام 1923، وكانت هذه الخطوة تتمثل في الرغبة بتأسيس حزب النساء الأول والذي كان تحت قيادة نزيهة محي الدين في عام 1923، ولكن المبادرة بتأسس هذا الجزب أسفر بتشكليل جمعية واحدة فقط بسبب قانون الانتخابات لعام 1909، ولكن بعد إعلانالجمهورية في 29 أكتوبر 1923 تم قبول قانون توحيد التدريسات، وتم المبادرة بعمل التنظيمات القانوية والبنائية التي تهدف إلى إدخال النساء في المجالات العامة، واعتباراص من إعلان هذا القانون فقد ارتبطت جميع المؤسسات التعليمية بوزارة التعليم القومي، وأصبح من حق الفتيات أن يتعلموا مثل الرجال، وأصبح من حق النساء أن يشتركوا في الانتخابات بعد صدور قانون المجلس البلدي في عام 1930 ودخت 17 امرأة إلى المؤتمر النسائي الأول كنواب، وذلك عقب انتخابات المرحلة الخامسة في 8 يناير 1935. وفي عام 1925 تم انتخاب مفيدة إلهام كرئيسة لحزب البلدية، ة في عام 1971 عينت تركان أكول كأول وزيرة، وفي عام 1989 صرحت وزارة الخارجية أن المرأة تستطيع أن تلتحق بالصفوف الإدارية، وقد ألغت المحكمة الدستورية قرار المادة رقم 159 من القانون المدني والذي كانت تنص على أن المرأة يجب أن تأخد الإذن من زوجها من أجل الذهاب للعمل، وفي عام 1991 عينت ليلي إتمان كأول رئيسة للجمهورية التركية، وتولت تانسو اتشيلر رئاسة الوزراء كأول مرأة تركية تتولى ذلك المنصب في تاريخ الجمهورية التركية وكانت أول امرأة تتولى منصب رئيس وزراء في تاريخ تركيا الحديث.
وبعد التدريس في الجامعات عملت كأستاذ، دخلت السياسة تشيللر في نوفمبر 1990، وانضمت إلى حزب الطريق القويم المحافظ، انتخبت لأول مرة وهي على البرلمان في 1991 نائباً لإسطنبول وشغلت منصب وزير الدولة المسؤول عن الاقتصاد في الحكومة الائتلافية من سليمان ديميريل. يوم 13 يونيو 1993، وقالت إنها أصبحت زعيم الحزب وبعد ذلك في نفس العام، ورئيس الوزراء في حكومة ائتلافية. وشغلت منصب رئيس الوزراء 1993 حتي 1996. بعد انسحاب حزب الشعب الجمهوري من الائتلاف في عام 1995 محاولتها تشكيل حكومة أقلية، والتي باءت بالفشل. بعد ذلك ووافقت على تشكيل حكومة أخرى مع حزب الشعب الجمهوري، وتوجه لإجراء انتخابات عامة.شغلت أيضاً منصب وزير الشؤون الخارجية التركي ونائب رئيس الوزراء بين عامي 1996 و1997.
وقد وقع الاتحاد الأوروبي وتركيا اتفاق الاتحاد الجمركي في 1995 ودخل حيز التنفيذ في عام 1996 خلال حكومة تشيلر. وكان رئيس الوزراء تشيللر أيضاً خلال الأزمة ايميا كارداك مع اليونان المجاورة في عام 1996، وبعد هزيمة انتخابية لها في نوفمبر 2002، تقاعدت من الحياة السياسية.
وهي عضو في مجلس القيادات النسائية في العالم، وهي شبكة دولية لرؤساء النساء حاليين وسابقين ورؤساء وزراء مهمتها حشد أعلى مستوى من القيادات النسائية على مستوى العالم للعمل الجماعي حول القضايا ذات الأهمية الحاسمة للمرأة والتنمية العادلة.
، وتأسست الحكومة في 25 نوفمبر1993 وقد حصلت حينها المرأة التركية على حقها الانتخابي قبل ذلك ب74 عاماً، ولكن منذ عام 1925 إلى عام 2009 دخل إلى المجلس 236 مرأة مقابل 8,794 رجلاً.

## البلاد التي منعت المرأة من حقها الانتخابي
النساء الموجودة في البلاد المكتوبة في الأسفل هن النساء اللاتي حرمن من حقوقهن الانتخابية:
- بوتان: فحق المرأة مقيد، حيث يوجد صوت انتخابي واحد فقط لكل عائلة، وفي الغالب فالمرأة محرومة من الإدلاء بصوتها الانتخابي في هذه العائلات التي تمنح للذكور الحق في التصويب الانتخابي.
- بروناي: لا يوجد بها حق للمرأة بالتصويت في الانتخابات.

## أماكن عمل النساء في تركيا
اشترك النساء الموجودين في المنازل إلى سوق العمل كعمال مأجورين وكان ذلك في إيطار التقدم الذي أحدثته الثورة الصناعية الأوروبية من عام 1750 إلى عام 1914 وهذا التقدم سافر بتحديد العلاقة الجنسية بين الرجل والمرأة من خلال المطالبة بدخول النساء إلى سوق العمل.
وقد ساهم عمل المرأة في مقابل الأجر بابتكار أعمال جديدة ومختلفة تناسب جنسها، وذلك عندما منحت المرأة الحرية داخل عائلتها، حيث أن هدف المرأة من هذه الأعمال هو توفير دخلاً أخرى لعائلتها.
وقد أثر مستوى التعليم بشكل عمودي على مطالبة المرأة بالعمل حيث أن الأسباب التي جعلت المرأة تلتحق بسوق العمل هو الرغبة في الحصول على وظيفة والحرية والحوافز والروح المعنوية، وبناءً على هذا فقد وضحت الأبحاث التي أجريت بأن النساء قد زادت أهميتهم في الالتحاق إلى سوق العمل وخاصة في العشرون عاماً الأخيرة في البلاد النامية.
ففي الولايات المتحدة الأمريكية قد أجري تصويتاً بعد الحرب العالمية الثانية بعد أن سألوا أحد الأسئلة الموجهة إلى الرجال قائلين «هل تقبلوا أن تعمل زوجاتكم خارج المنزل؟ بالرغم من توافر الدخل لها؟» فكانت نتيجة هذا السؤال 15% فقط من الرجال الذين أجابوا بالإثبات، ولكن في الأعوام التي تلت عالم 1960 ارتفعت هذه النسبة إلى 50%.
وبعد ذلك توفرت العوامل التي ساعدت المرأة في الالتحاق إلى سوق العمل، وتوفرت للنساء وظائف كثيرة مثل مهنة تربية أطفال في المنازل والعمل كخادمة تقتضي أجراً، حيث أنها بذلك تدعم اقتصاد العائلة وكان ذلك في النصف الثاني من القرن العشرين.

## تعليم النساء
قانون التعليم الإلزامي في تركيا الذي يكون من خمس سنوات الي ثمانية، قد دخل حيز التنفيذ في عام 1997.
بينما ارتفع عدد النساء خريجات الجامعات من 56 ألف الي 910 ألف، في الفترة من عام 1975 حتي 2000، ظل أيضاً عدد النساء الأميات مازال مرتفعاً. واعتباراً من عام 2000، أصبح عدد النساء الأميات فوق سن الخامسة والعشرين في تركيا هو 4 ملايين و625 ألف. وهذا الرقم يظل عند الرجال حوالي مليون و176 ألف.
ففي فترة التعليم الأساسي في تركيا، هناك حوالي مليون طفل لا يذهبون للمدارس. والفرق بين الجنسين في الالتحاق بالمدارس في المرحلة الابتدائية هو 7%. بمعني أن عدد الأطفال البنات اللاتي لا يذهبن الي المدارس في فترة التعليم الأساسي يكون أكثر من 600 ألف من عدد الأطفال الذكور الذين لا يذهبوا لتلقي تعليمهم الأساسي.

### العوائق أمام تعليم الصغار من الفتيات
-عدم كفاية المدارس والفصول الدراسية.
-بُعد المدارس عن أماكن اقامتهن، وكثر من الأسر لا يريدون بناتهم ان تذهب كل هذه المسافة.
-وبسبب عدم اتاحة الظروف المادية، لا تريد الأسر إرسال أطفالهم الي المدارس التي لا توجد بها علس سبيل المثال؛ مراحيض ولا شبكات ماء.
-كثير من الأسر تكون في أزمات اقتصادية.
-انحياز الأسر التقليدي للذور واعطائهم أولوية عن البنات.
-ميل الأطفال الي العمل لتوفير مساهمة اضافية علي دخل الأسرة.
-تري بنات كثير من العائلات أن الزواج في أقرب فرصة يكون أكثر أهمية من التعليم.
-النماذج النسائية في المناطق الريفية، غير موجودة أبداً، ونادرً ما تُري.
-انخفاض فائدة التعليم الابتدائي المرتبطة بالحد من امكانية التعليم المتوسط.
وفي المقابل، حققت المرأة في الفترة ما بين عام 1975 حتي 2000، تقدماً ملحوظاً في مجال التعليم، في بداية الفترة:
-عدد النساء خريجات المدارس الابتدائية التي بلغت مليون و920 ألف، ارتفعت الي 7 ملايين و644 ألف.
-وعدد النساء خريجات المدارس الاعدادية التي بلغت 167 ألف، زادت الي 896 ألف.
-وزاد عدد النساء خريجات المدارس الثانوية التي بلغت 199 ألف، الي مليون و539 ألف.
-وارتفع عدد النساء خريجات الجامعات من 56 ألف الي 910 ألف.
وقدأُسست مديرية التربية الفنية للبنات عام 1933، بهدف تعليم التدريب المهني للفتيات الصغيرات.